# ميناء جرجوب
ميناء جرجوب هو ميناء قيد الإنشاء يقع في النجيلة بمحافظة مطروح، مصر.

## المشروع
تبلغ تكلفة المشروع 10 مليارات دولار من المقرر أن يكون طول رصيف الميناء المدني 1080.8 ألف متر، وسيكون بغاطس 15 مترًا، ودوران السفن 450 مترًا، وحاجز صخري لكسر الأمواج بطول 3 كم في عمق البحر، تنفذه 16 شركة عالمية وسيتضمن المشروع إقامة ميناء للركاب لخدمة الأنشطة والمشروعات السياحية وميناء حاويات تجاري عالمي.